# キズナ (お笑いコンビ)
キズナは、日本のお笑いコンビ。プロダクション人力舎所属。

## メンバー
小野 大樹（おの だいき、1987年8月27日（37歳） - ）
ボケ・ネタ作り担当。
神奈川県出身。血液型O型。
趣味はキャンプ、ブッシュクラフト、天体観測、Tシャツ作り、パズドラ。
全商簿記検定3級、情報処理検定3級の資格を所持している。
結成以前は、石倉竜馬とのコンビ「イシクラノオノ（後に「いきるゆうき」に改名）」として活動。
川島明（麒麟）と井上聡（次長課長）主催の『モンスターハンター 2ndG』のゲーム大会にてNo.1となった経験を持つ。
2021年2月15日、潰瘍性大腸炎と診断されていたことを公表。

武田 裕司（たけだ ゆうじ、1984年7月10日（40歳） - ）
ツッコミ担当。
岡山県総社市出身、大阪経済法科大学卒業。血液型B型。
趣味は釣り、ホラー映画鑑賞、ベランダガーデニング、猫島巡り。特技は後頭部テーブルクロス引き。
結成以前は、三福エンターテイメントとのコンビ「ザンゼンジ」として活動。
既婚者。
新型コロナウイルス感染拡大による自粛期間にてツイートした飼い犬・飼い猫の写真が話題となり、約4万リツイートされた。
ベランダガーデニングは事務所の先輩である今野浩喜（元キングオブコメディ）からの勧めで始めた。

## 来歴
小野は小中高からクラスの人気者タイプで、目立つ存在だった。高校卒業後は就職も進学もしたくなかったため、高校1年生の時に観た『M-1グランプリ』でアンタッチャブルが優勝したことを思い出し「お笑いいいな」と考えてお笑い養成所への進学を決め、スクールJCAへ15期生として入学。
武田は小学5年生の頃いじめられており、ある日にいじめっ子から絶対に負ける勝負を仕掛けられ罰ゲームとして髪を切られた。パッと見だと分からない程度のものだったが泣きながら帰宅し、その夜の『とんねるずの生でダラダラいかせて!!』（日本テレビ）にて定岡正二が罰ゲームで髪を切られていた所を親が大笑いしていた姿を見たことで「これって頑張れば『面白い』ってことになるんだな」と思い、とんねるずに憧れを抱くきっかけになった。
武田は高校2年生の時点では芸人かバスプロになりたいと考え一時毎日のように釣りへ行っていたが、バスプロの夢を親に相談してみると「そんな職業はねえ!」と反対され、代わりに芸人になりたいことを聞いてみたら承諾された。その前に親から「大学には行ってほしい」と言われたことで大阪吉本に入りたいと思い、高校からの推薦として大阪の大学へと進学した。大学2年時にはNSC大阪校に27期生として入学（同期にGAG・Dr.ハインリッヒ・トットなど）、在学中にコンビ「ブルドック」を結成した。当時の武田は自分のことを天才だと思い込んでおり、相方にも一切ネタのことは口を挟ませなかったがいざネタを披露すると滑ってしまい、これで心が折れてNSCを半年で中退。しかし、『M-1グランプリ』でアンタッチャブルやおぎやはぎの漫才を改めて見た際に感化され、東京でもう一度やってみようとスクールJCAに16期生として入学した。
最初に小野は留年して2年目だった石倉竜馬（現在は引退）とコンビ「イシクラノオノ」を結成。後に『内村さまぁ〜ず』（ミランカ）にて三村マサカズ（さまぁ〜ず）の考案した「いきるゆうき」へ改名。だが石倉のやる気のなさ及び、家庭の事情から解散となった。
一方で武田は入学初日に三福英敬（現三福エンターテイメント）へ声をかけてコンビ「ザンゼンジ」を結成し、9年ほど活動するも三福との仲が悪化していきやがて解散へと至った。それとほぼ同時期にコンビを解散していた小野を武田が誘う形で、2016年12月末より現在のコンビとなる。
コンビ名は芸歴的に自分たちが本気で決めるのは照れ臭かったらしく、あえてエゴサーチがしづらいよう名付けたのが由来。競走馬のキズナが由来だと思われることもある。

## 芸風
主にコント。
ネタ作りを担っている小野は台本を書いて残さず、頭の中で作るため武田はネタをしょっちゅう忘れる。スクールJCA時代は漫才も演じていたが、講師から漫才をやめるのを助言されたため現在は行なっていない。

## エピソード
2020年12月30日放送『クイズ☆正解は一年後』（TBSテレビ）内のコーナー「ドッペルゲンガーチャンス」に武田が出演し、優勝した有吉チーム（有吉弘行・おぎやはぎ）に賞金100万円を懸けたクイズとして「自分と瓜二つな人を年内中に見つけられるか」を予想された。しかし新型コロナウイルス感染拡大や非常事態宣言発令の影響から、街中の人通り、自身のアルバイトやライブの仕事が激減。更にはマスク着用が広まった影響から人探し自体が困難と化し、ついには武田自身がコロナに感染し療養のため検証を一時中断せざるを得なくなるなど、企画は散々な幕開けとなった。紆余曲折ありつつどうにか瓜二つとされる1名をスタジオへ連れて来たものの、出演者の反応はイマイチだったため不正解扱いとなり罰ゲームとしてザ・グレート・カブキによる毒霧（感染対策でスプレー）を執行された。

## 賞レース戦績
- 2018年 第9回お笑いハーベスト大賞 本戦（準決勝）進出
- 2018年 キングオブコント 準々決勝進出
- 2019年 キングオブコント 準々決勝進出
- 2020年 キングオブコント 準々決勝進出

## 出演
- バナナマンの爆笑ドラゴン（NHK総合）
- にちようチャップリン（テレビ東京）[10]
- クイズ☆正解は一年後2020（TBSテレビ）武田のみ